# (5642) Bobbywilliams
(5642) Bobbywilliams (1990 OK1) – planetoida z grupy przecinających orbitę Marsa okrążająca Słońce w ciągu 3,52 lat w średniej odległości 2,31 j.a. Odkryta 27 lipca 1990 roku.